# Холмский целлюлозно-бумажный завод

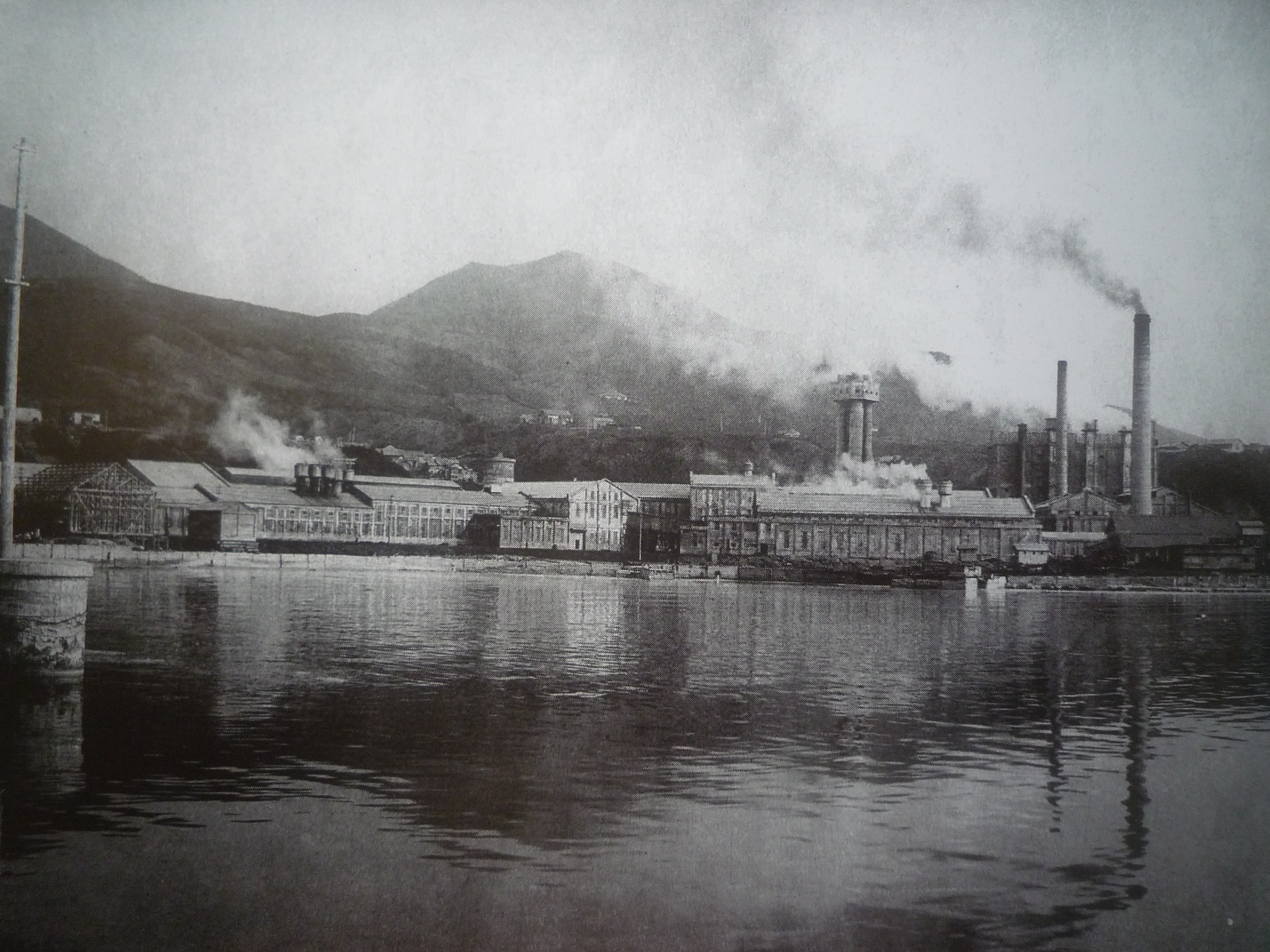
Бумажная фабрика Маоки в 1930-е гг.

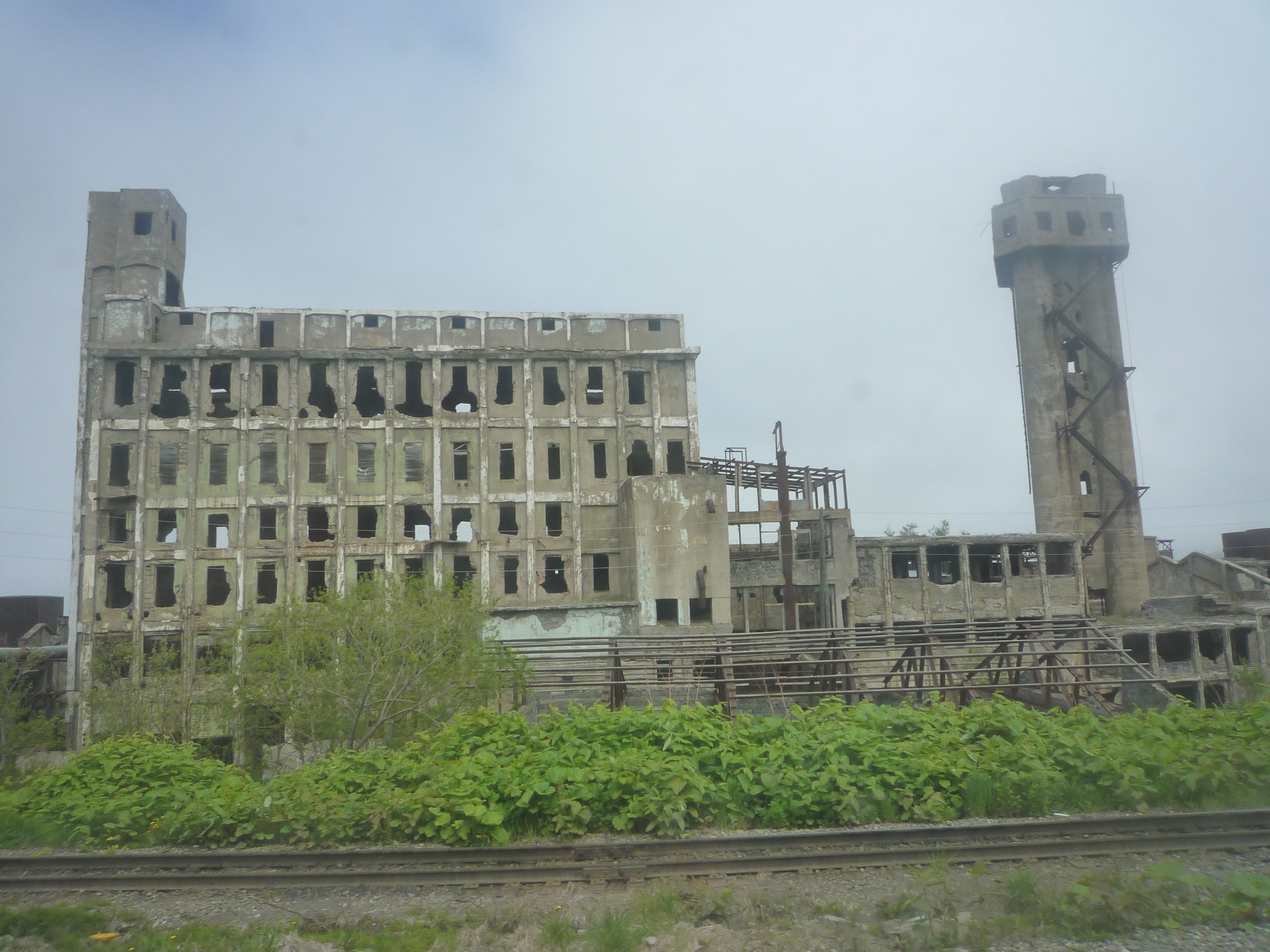
Холмский целлюлозно-бумажный завод в 2012 г.

Холмский целлюлозно-бумажный завод (также Холмский целлюлозно-бумажный комбинат, официально — Открытое акционерное общество «Холмский бумажник», сокращённо — Холмский ЦБЗ, ХЦБЗ) — одно из ведущих предприятий губернаторства Карафуто и Сахалинской области в XX веке, в течение 70-ти лет завод являлся ведущим предприятием города Холмск.
Целлюлозно-бумажная промышленность, как и рыбная, являлась старейшей отраслью промышленности города. В сентябре 1919 года в Маоке вступила в строй бумажная фабрика сахалинского филиала акционерного бумагоделательного общества «Oji Paper», её проектная мощность составляла 10 тыс. тонн бумаги в год. По времени постройки это была вторая фабрика на Карафуто (после фабрики в Отомари, построенной в декабре 1914 года). Однако, в ходе Советско-японской войны, целлюлозно-бумажная фабрика в Отомари была демонтирована и вывезена в Японию. Таким образом, в советские времена Холмский целлюлозно-бумажный комбинат считался старейшим в области.
На целлюлозно-бумажном комбинате постоянно производились реконструкции, совершенствовались технологии и организационно-технические мероприятия. Так, в 1967 году выход целлюлозы с 1 м³ составил свыше 70 тонн, это в 2,2 раза больше, чем в 1947 году. Это был наивысший показатель съёма целлюлозы среди 7 ЦБЗ области и находился на уровне передовых предприятий страны. В 1977 году, как и все целлюлозно-бумажные комбинаты области, был реорганизован в целлюлозно-бумажный завод. В 1992 году на заводе произошёл крупный пожар, были остановлены несколько бумагоделательных машин, цена за продукцию выросла в несколько раз, и целлюлозно-бумажная промышленность оказалась нерентабельной. В 1993 году завод прекратил производство бумаги, однако вплоть до 2003 года на его базе действовало ОАО «Холмский бумажник».
На конец 1980-х годов на заводе работало 2,5 тыс. рабочих, в состав предприятия входили лесная биржа, бумажная фабрика (5 бумагоделательных машин), 7 цехов (окорочный, целлюлозный, тетрадный, ширпотреба, клейный, электроцех, механический), бумажный склад, при заводе действовала ТЭЦ. Завод выпускал писчую и туалетную бумагу, обложки, тетради, школьные дневники, альбомы, салфетки, обои.